# ناقل الكبريت
ناقل الكبريت هو إنزيم ناقل يعمل على ذرات الكبريت. ومن الأمثلة على هذه الإنزيمات: إنزيم ناقل الثيوسلفات.